# فوريست غرين
نادي فوريست غرين روفرز لكرة القدم (بالإنجليزية: Forest Green Rovers Football Club)‏ هو نادي كرة القدم إنجليزي ومقرها في نيلزوورث في جلوسيسترشاير، حاليا فالنادي أقدم عضو في المؤتمر الوطني لكرة القدم. ينتسب النادي لإتحاد كرة القدم في مقاطعة غلوسترشاير.